# تين فان دير سترايتن
تين فان دير سترايتن (مواليد 1 أبريل 1978) (بالهولندية: Tinne Van der Straeten) سياسية فلمنكية. هي عضو في الحزب الأخضر الفلامنكي (Groen!).
من 2007 حتى 2010، كانت مشرعة في مجلس نواب بلجيكا للإدارة الانتخابية في بروكسل هالي فيلفوردي. اعتبارًا من أكتوبر 2010، تنشط سترايتن عضوا في نقابة المحامين في بروكسل.

## مسيرتها
في عام 2000، حصلت سترايتن على شهادة في الدراسات الأفريقية من جامعة خنت. في عام 2008، حصلت أيضًا على شهادة القانون من الجامعة الحرة في بروكسل.
في 10 يونيو 2007، تم انتخابها ممثلة في البرلمان الاتحادي البلجيكي لأول مرة. بعد ثلاث سنوات، في انتخابات عام 2010، لم يتم إعادة انتخابها.